# Byczyna (gmina)
Byczyna – gmina miejsko-wiejska w województwie opolskim, w powiecie kluczborskim. W latach 1975–1998 gmina położona była w województwie opolskim. Siedziba gminy to Byczyna. W skład gminy wchodzi miasto Byczyna i 22 wsie sołeckie. Według danych z 30 czerwca 2004 gminę zamieszkiwało 9926 osób. Natomiast według danych z 31 grudnia 2019 roku gminę zamieszkiwało 9221 osób.

## Struktura powierzchni
Według danych z roku 2002 gmina Byczyna ma obszar 182,89 km², w tym:
- użytki rolne: 79%
- użytki leśne: 12%

Gmina stanowi 21,48% powierzchni powiatu.

## Demografia

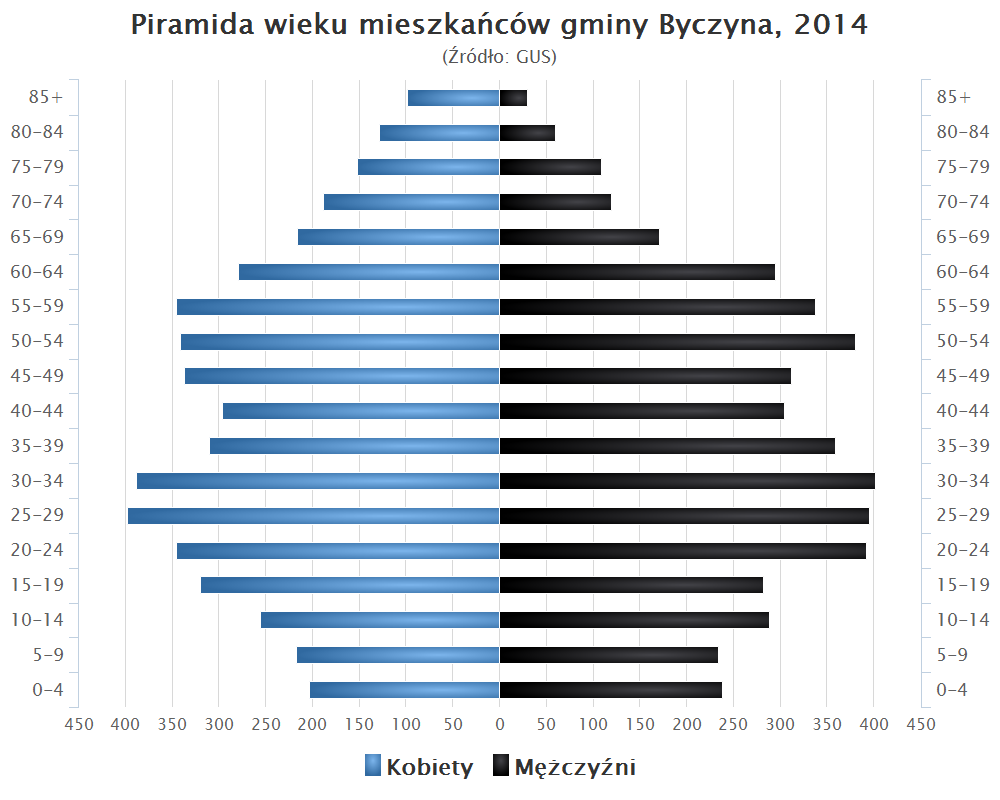
Piramida wieku mieszkańców gminy Byczyna w 2014 roku

Dane z 30 czerwca 2004:
| Opis                              | Ogółem | Ogółem | Kobiety | Kobiety | Mężczyźni | Mężczyźni |
| --------------------------------- | ------ | ------ | ------- | ------- | --------- | --------- |
| Jednostka                         | osób   | %      | osób    | %       | osób      | %         |
| Populacja                         | 9926   | 100    | 5013    | 50,5    | 4913      | 49,5      |
| Gęstość zaludnienia [mieszk./km²] | 54,3   | 54,3   | 27,4    | 27,4    | 26,9      | 26,9      |

## Sąsiednie gminy
Bolesławiec, Gorzów Śląski, Kluczbork, Łęka Opatowska, Łubnice, Trzcinica, Wołczyn